# 23.º SS-Standarte
El 23.º SS-Standarte fue un regimiento de las Allgemeine SS ubicada en la región de Silesia. Debido a su ubicación geográfica, el 23.° SS-Standarte es mejor conocido por existir como un comando homólogo al de las Waffen-SS y las SS-TV asignado al campo de concentración de Auschwitz.

## Operaciones
El Standarte se hizo cargo por primera vez el control administrativo del personal de Auschwitz en 1943, después de que se produjera un cambio de mando territorial de la autoridad del Gobierno General a la del Gauleiter de la Alta Silesia. Debido a la práctica de los miembros de las SS que tienen de hecho dos rangos de las SS separados (uno en las Allgemeine SS y el otro en las  Waffen-SS), el 23.º Standarte sirvió como un "comando de papeleo" para el personal considerado "con asignación cruzada" entre las Allgemeine SS y las Waffen-SS. Esta asignación era puramente administrativa, y muchos de los "miembros" del Standarten nunca se reunieron formalmente como una unidad ni asistieron a las reuniones de las Allgemeine SS.
El 23.º Standarte efectivamente dejó de existir debido al avance del Ejército Rojo a través de Polonia en 1944. El comando se disolvió formalmente en mayo de 1945.